# Middlebie
Middlebie é uma aldeia e freguesia em Dumfries and Galloway, no sudoeste da Escócia. Está localizada aproximadamente a 3.2 km à leste de Ecclefechan, e à 9.7 km a nordeste de Annan, nas margens de Middlebie Burn.
A freguesia de Middlebie consiste nas freguesias antigas de Middlebie, Pennersax (Pennersaughs) e Carruthers, unidas em 1609. Middlebie foi a sede de um Presbitério, desde algum tempo, após a Reforma Escocesa até 1743. Foi então dividido para formar os Presbitérios de Langholm e Annan. A paróquia de Middlebie está agora no Presbitério de Annandale & Eskdale. É delimitada pelas paróquias de Tundergarth, Langholm, Canonbie, Half Morton, Kirkpatrick Fleming, Annan e Hoddam.

As aldeias de Eaglesfield, Middlebie e Waterbeck encontram-se dentro da freguesia, com Kirtlebridge em seus limites sul. Eaglesfield e Hottsbridge de Waterbeck ainda têm escolas primárias. A escola de Middlebie fechou em 1972, quase cem anos depois que abriu. O edifício Eaglesfield tem agora mais de cem anos. A antiga escola na vila de Waterbeck, construída em torno de 1900, é agora a sala pública. O corredor público de Eaglesfield foi construído em 1892-3. O antigo salão de Middlebie (um edifício de madeira ex-exército comprado em 1928) foi demolido e um novo foi construído em 2001.

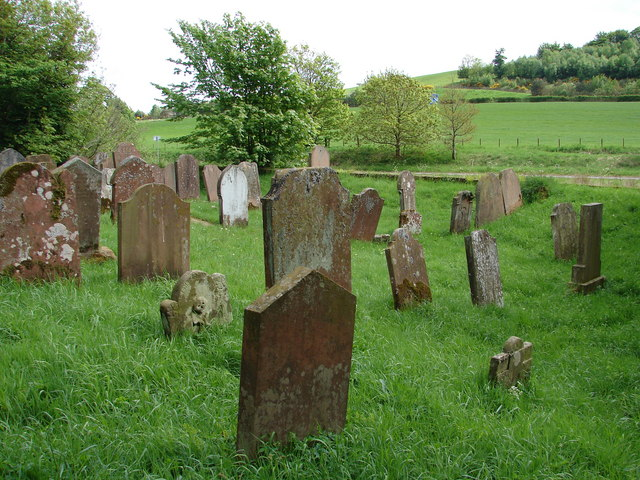
Cemitério Pennersaugh

A linha West Line Main Line atravessa a freguesia de Londres a Glasgow. Anteriormente à Caledonian Railway, a linha tinha uma estação em Kirtlebridge, onde o escritor Thomas Carlyle ficava antes de caminhar até a fazenda de seus pais em Scotsbrig acima de Middlebie. De Kirtlebridge, a Solway Junction Railway foi até Annan e atravessou o viaduto Solway para Cumbria. Este foi construído para transportar minério de ferro para a siderúrgica Lanarkshire.
Em 1841, a população da freguesia era de 2,154 e cerca de sessenta dessas pessoas eram tecelãs artesanais. Havia pousadas e lojas e o Lime Works Blacketridge. Os comerciantes listados em 1841 incluem marceneiros, sapateiros, alfaiates, pedreiros, moleiros, carpinteiros, noivos, jardineiros, costureiras, fabricantes de chapéus de palha, etc. Hoje, apenas em Eaglesfield ainda possui uma loja geral e uma agência postal. Em 1841, assim como 73 fazendeiros, 314 pessoas eram empregadas como trabalhadores agrícolas e mais 60 servas.